# Maider Castillo Muga
Maider Castillo Muga (* 3. August 1976 in Éibar) ist eine ehemalige spanische Fußballspielerin.

## Karriere

### Vereine
Castillo Muga spielte zuletzt in der Saison 1998/99 für den in ihrem Geburtsort ansässigen Eibartarrak FT in der División de Honor, die seinerzeit höchste Spielklasse im spanischen Frauenfußball. Mit dem Verein erreichte sie das Finale um die Copa de la Reina, das gegen den CD Oroquieta Villaverde mit 1:3 verloren wurde.
Anschließend war sie von 1999 bis 2001 Spielerin des AD Torrejón CF, bevor sie zur Saison 2001/02 vom Erstligisten UD Levante verpflichtet wurde. Während ihrer 14 Jahre währenden Vereinszugehörigkeit gewann sie zweimal die Meisterschaft und dreimal den nationalen Vereinspokal. Auf internationaler Vereinsebene kam sie in zwei Spielen der Gruppe 4 der 2. Runde des Wettbewerbs um den UEFA Women’s Cup am 10. und 12. Oktober 2008 bei der 0:1-Niederlage gegen Brøndby IF und der 0:5-Niederlage beim späteren Sieger FCR 2001 Duisburg zum Einsatz.

### Nationalmannschaft
Castillo Muga bestritt für die A-Nationalmannschaft Länderspiele. Mit ihr nahm sie an der vom 29. Juni bis zum 12. Juli 1997 in Norwegen und Schweden ausgetragenen Europameisterschaft teil und bestritt alle drei Spiele der Gruppe A sowie das mit 1:2 verlorene Halbfinale gegen die Nationalmannschaft Italiens. Zudem wurde sie in den beiden Begegnungen mit der Nationalmannschaft der Niederlande in der Qualifikationsgruppe 2 für die vom 5. bis zum 19. Juni 2005 anstehende Europameisterschaft in England, eingesetzt.

## Erfolge
UD Levante
- Spanischer Meister 2002, 2008
- Spanischer Pokalsieger 2004, 2005, 2007

Eibartarrak FT
- Zweiter Spanische  Meisterschaft 2001
- Pokalfinalist 1999